# Harmeet Singh
Harmeet Singh (Oslo, 12 november 1990) is een Noors voetballer van Indiase afkomst die als middenvelder speelt. Hij staat sinds september 2020 onder contract bij Sandefjord.

## Clubcarrière
Singh begon zijn carrière bij Furuset Fotball voordat hij in 2003 op 13-jarige leeftijd naar Vålerenga IF vertrok. Hij maakte zijn debuut bij Vålerenga onder trainer Martin Andresen in 2008 in de competitiewedstrijd tegen Rosenborg BK. Met Vålerenga won hij het Noorse bekertoernooi in 2008. Daarnaast werd Singh in 2010 met Vålerenga tweede in de Tippeligaen. Op 5 juli 2012 vertrok Singh naar Feyenoord voor een bedrag van 300.000 euro. Hij tekende een contract voor twee jaar met een optie voor nog twee jaar. Bij Feyenoord speelde Singh met rugnummer 16. Hij kwam weinig aan spelen toe en in januari 2014 werd zijn contract ontbonden. Op 19 februari 2014 tekende hij in zijn vaderland een contract bij Molde FK. Met Molde won hij in het seizoen 2014 de Noorse landstitel; Singh zelf kwam in 28 competitiewedstrijden in actie, waarin hij driemaal trefzeker was. In begin 2016 verhuisde Singh van Molde naar FC Midtjylland waar hij na 38 dagen vanwege familiaire reden weer terugkeerde naar Noorwegen waar hij bij zijn oude club Molde FK een contract voor anderhalf jaar tekende. Op 21 maart 2017 tekende Singh bij Wisła Płock. In Polen speelde hij slechts één wedstrijd. Op 28 juli 2017 werd bekend dat Singh zijn carrière vervolgde bij Kalmar FF. In een half seizoen kwam hij daar tot 10 wedstrijden in de Allsvenskan. Singh keerde op 20 februari 2018 terug naar Noorwegen om te gaan spelen voor Sarpsborg 08 FF.

## Interlandcarrière
Singh doorliep alle jeugdelftallen van Noorwegen. Hij maakte zijn debuut in het Noors voetbalelftal op 15 januari 2012 toen hij inviel voor Simen Brenne bij een 1–1 stand in een vriendschappelijke wedstrijd tegen Denemarken. Singh nam in 2013 met Jong Noorwegen deel aan het Europees kampioenschap voetbal onder 21 in Israël. Daar verloor de ploeg onder leiding van bondscoach Tor Ole Skullerud in de halve finale met 3–0 van de latere toernooiwinnaar Spanje.

## Clubstatistieken
| seizoen | club         | land       | competitie    | duels | goals |
| ------- | ------------ | ---------- | ------------- | ----- | ----- |
| 2007/08 | Vålerenga    | Noorwegen  | Tippeligaen   | 9     | 0     |
| 2008/09 | Vålerenga    | Noorwegen  | Tippeligaen   | 24    | 1     |
| 2009/10 | Vålerenga    | Noorwegen  | Tippeligaen   | 30    | 5     |
| 2010/11 | Vålerenga    | Noorwegen  | Tippeligaen   | 27    | 2     |
| 2011/12 | Vålerenga    | Noorwegen  | Tippeligaen   | 10    | 0     |
| 2012/13 | Feyenoord    | Nederland  | Eredivisie    | 7     | 0     |
| 2013/14 | Feyenoord    | Nederland  | Eredivisie    | 0     | 0     |
| 2014    | Molde        | Noorwegen  | Tippeligaen   | 28    | 3     |
| 2015    | Molde        | Noorwegen  | Tippeligaen   | 25    | 1     |
| 2015/16 | Midtjylland  | Denemarken | Superligaen   | 0     | 0     |
| 2016    | Molde        | Noorwegen  | Tippeligaen   | 26    | 5     |
| 2016/17 | Wisła Płock  | Polen      | Ekstraklasa   | 1     | 0     |
| 2017    | Kalmar FF    | Zweden     | Allsvenskan   | 10    | 0     |
| 2018    | Sarpsborg    | Noorwegen  | Tippeligaen   | 28    | 1     |
| 2019    | HJK Helsinki | Finland    | Veikkausliiga | 10    | 0     |
| Totaal  | Totaal       | Totaal     | Totaal        | 223   | 18    |

## Erelijst
Vålerenga IF
- Noorse beker

2008
 Molde FK
- Noors landskampioen

2014